# Franusův kancionál
Franusův kancionál (latinsky Codex Franus) je zpěvník z roku 1505, který zachycuje hudební tradici českých utrakvistů. Sloužil jejich literátským bratrstvům. Byl věnován kostelu sv. Ducha v Hradci Králové místním soukeníkem Janem Franem. Patří k poměrně starým zpěvníkům, ještě starší, ale méně rozsáhlé jsou například Jistebnický kancionál nebo Jindřichohradecký graduál. Kancionál je součástí tzv. Purkmistrovského pokladu.
Je pozoruhodný nejen obsahem, ale i provedením. Je zhotoven z 367 pergamenových listů o velikosti 66 × 43 centimetrů. Vazba je ze dřeva, potaženého bílou vepřovicí, ozdobená ornamentálním slepotiskem a ozdobným kováním. Pergameny s notovými zápisy jsou dekorovány malbami, jejichž autorem je patrně Janíček Zmizelý z Písku. Kancionál obsahuje chorály, ale i latinské vícehlasé skladby a písně. Dnes je uložen v Muzeu východních Čech v Hradci Králové.
Nahrávka obsahově významné části tohoto unikátního kancionálu mužským pěveckým sborem Schola Gregoriana Pragensis získala cenu Harmonie za nejlepší nahrávku roku 1999 v kategorii středověk a renesance.